# David Copperfield (illusionniste)
Pour les articles homonymes, voir David Copperfield (homonymie), Copperfield, Seth (homonymie) et Kotkin.
David Copperfield (de son vrai nom David Seth Kotkin) est un prestidigitateur américain né le 16 septembre 1956 à Metuchen, au New Jersey. Selon Forbes, il est le magicien qui a connu le plus grand succès commercial de tous les temps.
Les émissions télévisuelles de David Copperfield remportent 21 Emmy Awards sur un total de 38 nominations. Il a également remporté 11 Guinness World Records. Il a son étoile sur le Hollywood Walk of Fame. Il a reçu la distinction de chevalier des Arts et des Lettres par le gouvernement français.
Depuis 2003, il propose le spectacle David Copperfield: An Intimate Evening Of Grand Illusion (en), qui se déroule au MGM Grand Las Vegas.

## Carrière
David Kotkin est le fils de Rebecca Kotkin (1924-2008) née Gispan à Jérusalem en Palestine mandataire, experte en assurance, et de Hyman Kotkin (1922-2006) né à Brooklyn à New-York, dont les parents étaient des immigrants juifs d'URSS (aujourd'hui d'Ukraine) qui possédaient et exploitaient un magasin de vêtements pour hommes,,.
Il commence sa carrière sous le pseudonyme de Davino, en donnant de petites représentations pour les anniversaires et autres festivités dans sa ville natale, pour 5 dollars. À 12 ans, il devient le plus jeune magicien à être admis à la SAM, the Society of the American Magicians, une des plus prestigieuses sociétés de prestidigitateurs au monde.

Il monte son premier spectacle à 14 ans. À l'âge de 16 ans, il étudie la prestidigitation à l'université Fordham, à New York. Il quitte ses études alors qu'il a 18 ans et est engagé pour une comédie musicale, The Magic Man, produite à Chicago, et c'est pour ce spectacle qu'il utilise le nom de David Copperfield pour la première fois, nom tiré du roman de Charles Dickens car il en aime le son, (qui figurera désormais sur ses papiers d'identité aux côtés de Kotkin). Il chante, danse et crée toutes les illusions de ce show.

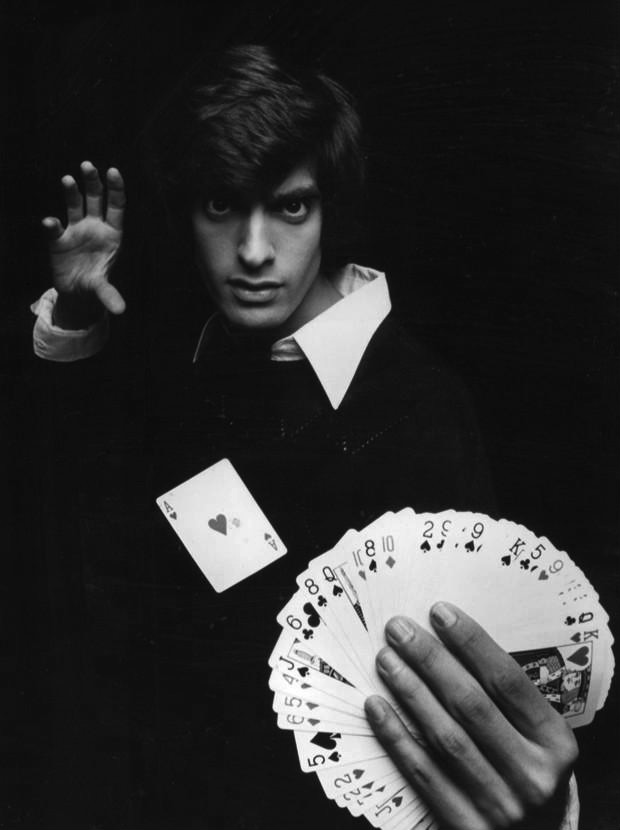
David Copperfield en 1977

En 1977, ABC l'engage pour une série télévisée nommée « la magie de David Copperfield » (« David Copperfield's magic »). Au vu de cet énorme succès, CBS l'engage aussitôt pour une série de spectacles de magie télévisuelle « spéciale » : David Copperfield TV Specials.
Globalement son œuvre est marquée par une recherche scénographique très avancée. La mise en scène inclut le son et la lumière pour créer un certain gigantisme, dédié principalement au rêve. À cet effet, il fait de nombreuses références à son enfance et ses assistants sont réellement inclus dans cette mise en scène, au moyen notamment de danses chorégraphiées. La sensualité émane souvent des numéros. La magie n'est qu'un élément du spectacle complet.
L'autre facette de cet illusionniste est ce qu'on appelle le « climax » lors de numéros d'évasions spectaculaires. C'est-à-dire en misant sur l'émotion et le suspens. Il a souvent le goût du gigantisme même lors de numéros uniquement vidéo. On devine parfois que les spectateurs étaient des complices[réf. souhaitée] mais notons quand même que, dans cette branche de la magie (l'escamotage d'objets massifs), David Copperfield a imaginé des techniques et mises en scènes très abouties.
Il ne néglige néanmoins pas la magie de proximité (souvent avec une caméra sur scène offrant un gros plan sur écran géant, avec des pièces de monnaie, cartes, cigarettes, etc.).
Doué d'un bon sens de la répartie, il laisse une large place à l'humour dans ses spectacles. Élégance, féerie, sensualité, inventivité, technicité : c'est un illusionniste assez complet qui a beaucoup créé. Son apport est comparable à celui de Robert-Houdin en son temps.
D'après le magazine Forbes, sa fortune serait estimée en 2013 à 800 millions de dollars.

### Philanthropie
En 1981, l'illusionniste imagine une magicothérapie (« Project Magic »), méthode thérapeutique visant à rééduquer les personnes ayant un handicap ou des difficultés, afin qu'elles retrouvent leur dextérité perdue ou endommagée, tant au niveau moteur que cognitif,,,. Le programme est accrédité par l'American Occupational Therapy Association et est utilisé dans plus de 1 100 hôpitaux répartis dans 30 pays dont en Europe,,.
En 2001, Copperfield divertit des invités à la Maison-Blanche au bénéfice de l'UNICEF en réalisant une illusion dans laquelle il scie la chanteuse et actrice Jennifer Lopez en plusieurs morceaux. En 2007, il récidive en organisant et jouant un spectacle caritatif pour l'UNICEF à Los Angeles, avec un certain nombre d'invités célèbres.

### Cinéma
- David Copperfield a joué le rôle d'un magicien dans un film d'horreur, Le Monstre du train, en 1980.
- En 1989 il fait une apparition dans le clip Liberian Girl de Michael Jackson.
- Il a fait une apparition dans l'épisode 9 de la Saison 2 de la série Scrubs, en 2002.
- Le nom de David Copperfield figure également au générique de fin du film Le Prestige de Christopher Nolan réalisé en 2006.
- David Copperfield a aussi fait une apparition dans un épisode de la série Les Sorciers de Waverly Place en 2011.
- En 2013 il apparaît dans The Incredible Burt Wonderstone, où il incarne son propre rôle.
- En 2015, il apparait dans son propre rôle dans un épisode des Simpson auquel il prête sa voix (épisode 27.06 : Friend with Benefit).
- En 2015, il apparait dans le court-métrage : ''Sept jours en enfer''.
- En 2016, il participe à la réalisation du film Insaisissables 2 en tant que coproducteur, son nom figure dans le générique de fin du film.

## Récompenses

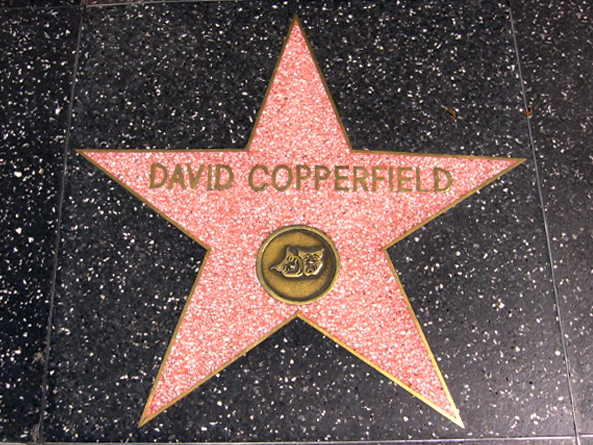
L'étoile de Copperfield sur Hollywood Walk of Fame.

Le succès de David Copperfield a été primé par de multiples récompenses. L'illusionniste a été sélectionné 35 fois aux Emmy Awards et en a remporté 21. Cependant, il n'a reçu que très peu de récompenses de la part de ses pairs, bien que la Société des magiciens américains l'ait sacré « Magicien du siècle » et « Roi de la magie »,.
Le Livre Guinness des records a calculé qu'il a vendu plus de tickets dans sa carrière que n'importe quel autre artiste en solo. David Copperfield détient, entre autres records mondiaux, celui de magicien le plus récompensé de tous les temps et celui du premier magicien vivant à avoir une étoile sur le Walk of Fame de Hollywood,.
Le musée de cire de Madame Tussauds à Londres possède un double en cire de David Copperfield.
En France, David Copperfield est le premier magicien à être chevalier des Arts et des Lettres, il s'est également vu décerner un Mandrake d'or.
Il reçut le prix et la distinction de « Library of Congress Living Legend » décernés par la bibliothèque du Congrès Américain, et apparut sur des timbres postaux de 6 pays.
En 2020, le Musée national d'histoire juive américaine de Philadelphie l'intronise aux côtés de Harry Houdini dans son Temple de la renommée.
Il est le fondateur du Musée et de la Bibliothèque internationaux des arts de la conjuration, le plus grand musée au monde de son genre,.

## Vie privée
Dans les années 1990, il entretient pendant six ans une relation avec le mannequin Claudia Schiffer. Certains journalistes européens insinuent que la relation est arrangée, dans le but d'accroître la notoriété de David Copperfield en Europe et celle de Claudia Schiffer en Amérique du Nord. David Copperfield gagne le procès qu'il intente au magazine Paris-Match qui a formulé explicitement ces accusations.
Il est le père de trois enfants : un fils, Dylan Jacob Kotkin, une fille, Audrey Anna Kotkin, aussi une autre fille, Sky, née le 10 février 2010 de sa relation avec sa compagne française Chloé Gosselin,.